# Nesotriccus tumbezanus
El piojito de Tumbes (Nesotriccus tumbezanus) es una especie  de ave paseriforme de la familia Tyrannidae perteneciente al género Nesotriccus que hasta recientemente (2022) integraba el género Phaeomyias, cuando también fue dividida en dos especies diferentes. Es nativo del noroeste de América del Sur.

## Distribución y hábitat
Habita en matorrales y bosques ralos secos de la región árida del suroeste de Ecuador (centro de Manabí al oeste de Loja) y noroeste del Perú (Tumbes, este de Piura, y noroeste de Lambayeque, y tierras bajas áridas al sur hasta el norte de Lima) hasta los 2300 m de altitud en los valles intermontanos de Ecuador.

## Sistemática

### Descripción original
La especie N. tumbezanus fue descrita por primera vez por el ornitólogo polaco Władysław Taczanowski en 1877 bajo el nombre científico Phyllomyias tumbezana; la localidad tipo es: «Tumbes, Perú».

### Etimología
El nombre genérico masculino «Nesotriccus» se compone de las palabras del griego «nēsos» que significa ‘isla’ (en referencia a la Isla de Cocos), y « τρικκος trikkos»: pequeño pájaro no identificado; en ornitología, «triccus» significa «atrapamoscas tirano»; y el nombre de la especie «tumbezanus», se refiere a la localidad tipo: Tumbes, Perú.

### Taxonomía
Durante mucho tiempo fue considerada como la subespecie P. murina tumbezana (grupo politípico). Algunos autores, como Ridgely & Tudor (1994) y Ridgely & Greenfield (2001), principalmente con base en la notable diferencia de vocalización, consideraron al taxón tumbezana (incluyendo inflava y maranonica) como especie plena. Las evidencias genéticas presentadas por Rheindt et al. (2008c) confirmaron estas hipótesis.
Un análisis de ADN mitocondrial realizado por Zucker et al. (2016), que exploró las relaciones entre Nesotriccus ridgwayi, el mosquerito de la isla del Coco, una especie endémica de esta isla del Océano Pacífico de Costa Rica, y las varias poblaciones de Phaeomyias a través de su distribución en Centro y Sudamérica, encontró que Nesotriccus está embutido en el árbol de la evolución de Phaeomyias; y que este complejo de subespecies, representa por lo menos cuatro especies distintas que se diferencian en plumaje, vocalización y hábitat, lo que ratificaría la separación de la presente.
Por lo tanto, al conformar un grupo monofilético, se concluye que todas las especies pertenecen al mismo género y Nesotriccus tiene prioridad sobre Phaeomyias. Como consecuencia, la entonces subespecie P. tumbezana maranonica, del valle del río Marañón, en Perú, es reconocida compo especie plena separada de P. tumbezana, el piojito del Marañón (Phaeomyias maranonica). Y todas ellas pasan a ser parte del género Nesotriccus.  Debe ser observado que como Nesotriccus es masculino, los epítetos murina, tumbezana y maranonica, cambian para murinus, tumbezanus y maranonicus, respectivamente.

### Subespecies
Según las clasificaciones del Congreso Ornitológico Internacional (IOC) y Clements Checklist/eBird se reconocen dos subespecies, con su correspondiente distribución geográfica:
- Nesotriccus tumbezanus tumbezanus (Taczanowski, 1877) - tierras bajas del Pacífico del suroeste de Ecuador y noroeste del  Perú (Tumbes, este de Piura, noreste de Lambayeque).
- Nesotriccus tumbezanus inflavus Chapman, 1924 - noroeste árido del Perú desde el centro de  Piura y centro de Lambayeque al sur hasta el norte de Lima.